# Gargara katoi
Gargara katoi är en insektsart som beskrevs av Metcalf och Wade 1965. Gargara katoi ingår i släktet Gargara och familjen hornstritar. Inga underarter finns listade i Catalogue of Life.